# Günter Seibold
Günter Seibold (Stuttgart, 11 de diciembre de 1936 - ibídem, 20 de junio de 2013) fue un futbolista profesional alemán que jugaba en la demarcación de defensa.

## Biografía
Günter Seibold debutó en 1958 a los 22 años de edad con el SpVgg Cannstatt, equipo de su ciudad natal. Al finalizar la temporada, Günter fichó por el VfB Stuttgart, club en el que jugó un total de 255 partidos en los que marcó 10 goles durante las once temporadas que permaneció en el equipo alemán. Durante su etapa en el club jugó con la selección de fútbol de Alemania sub-23. En 1969 dejó el club y a los pocos días el SpVgg 07 Ludwigsburg se hizo con el servicio del jugador. Finalmente en 1970 se retiró como futbolista. Tras su retiro fichó por el SV Rehnenhof como nuevo entrenador. Tras los malos resultados el club cesó a Günter de su cargo.

## Clubes

### Como jugador
| Club                 | País                | Año         | Partidos | Goles |
| -------------------- | ------------------- | ----------- | -------- | ----- |
| SpVgg Cannstatt      | Alemania Occidental | 1958        | ¿?       | ¿?    |
| VfB Stuttgart        | Alemania Occidental | 1958 - 1969 | 255      | 10    |
| SpVgg 07 Ludwigsburg | Alemania Occidental | 1969 - 1970 | ¿?       | ¿?    |

### Como entrenador
| Club         | País                | Año         |
| ------------ | ------------------- | ----------- |
| SV Rehnenhof | Alemania Occidental | 1970 - 1971 |

## Palmarés
VfB Stuttgart
- Copa de Alemania: 1958